# Mister Model International
Mister Model International (tiếng Việt: Nam vương Người mẫu Quốc tế) là cuộc thi sắc đẹp toàn cầu dành cho nam giới được tổ chức từ năm 2013. Đương kim Mister Model International là Jack Titus đến từ Thái Lan.

## Người giữ danh hiệu
| Lần thứ | Năm  | Ngày                 | Mister Model International           | Á vương                                    | Á vương                          | Á vương                           | Á vương                    | Nơi tổ chức                      | Số thí sinh | T.k.          |
| Lần thứ | Năm  | Ngày                 | Mister Model International           | 1                                          | 2                                | 3                                 | 4                          | Nơi tổ chức                      | Số thí sinh | T.k.          |
| ------- | ---- | -------------------- | ------------------------------------ | ------------------------------------------ | -------------------------------- | --------------------------------- | -------------------------- | -------------------------------- | ----------- | ------------- |
| 1       | 2013 | 1 tháng 11 năm 2013  | Willian Rech · Brasil                | Hugo Sanges Trufelli · Fernando de Noronha | Victor Matos · Hoa Kỳ            | Alonso Toledo · Perú              | Nick Tc Cheng · Singapore  | Santo Domingo, Cộng hòa Dominica | 10          | [ 1 ] [ 2 ]   |
| 2       | 2014 | 7 tháng 12 năm 2014  | Victor Zanatta · Fernando de Noronha | Josué Amado · Puerto Rico                  | Jerry Suero Đảo Saona            | Adam Davie · Philippines          | Pratik Virk · India        | Santo Domingo, Cộng hòa Dominica | 16          | [ 3 ] [ 4 ]   |
| 3       | 2015 | 11 tháng 11 năm 2015 | Melvin Roman · Puerto Rico           | Phany Padaraju · Ấn Độ                     | Eduardo Ferreira · Brasil        | Jairo Zapata · Colombia           | Rabih El Zein · Liban      | Miami, Hoa Kỳ                    | 21          | [ 5 ]         |
| 4       | 2016 | 20 tháng 11 năm 2016 | Narapat Sakunsong · Thái Lan         | Alejandro Nieto · Tây Ban Nha              | Pape Boubou Ndiaye · Sénégal     | Mike Jacobi · Đức                 | Karl Reeser Muddu · Hoa Kỳ | New Delhi, Ấn Độ                 | 27          | [ 6 ] [ 7 ]   |
| 5       | 2018 | 10 tháng 3 năm 2018  | José-Manuel Alcalde · Chile          | Marco D'Elia · Ý                           | Tarek Moaykel · Liban            | Diego Conroy · Perú               | Mauricio Medellin · México | Miami, Hoa Kỳ                    | 28          | [ 8 ]         |
| 6       | 2019 | 28 tháng 4 năm 2019  | Sergio Ayala · Tây Ban Nha           | Javier Garcia Conde Đảo Saona              | Danupong Kamda · Thái Lan        | Jose Manuel Rosario · Puerto Rico | Nico Asanza · Ecuador      | Chiang Mai, Thái Lan             | 25          | [ 9 ]         |
| 7       | 2021 | 10 tháng 10 năm 2021 | Bryan Matos · Puerto Rico            | Luis Gustavo Couto · Brasil                | Josias Mendez · Curaçao          | Armaan Hakim · Ấn Độ              | Reawat Ping · Thái Lan     | Punta Cana, Cộng hòa Dominica    | 28          | [ 10 ]        |
| 8       | 2024 | 11 tháng 5 năm 2024  | Dudu Horvath · Brasil                | Luis Colorado · Colombia                   | Gerardo Sansegundo · Tây Ban Nha | Không trao giải                   | Không trao giải            | Cartagena, Colombia              | 23          | [ 11 ]        |
| 9       | 2025 | 21 tháng 6 năm 2025  | Jack Titus · Thái Lan                | Alejandro Guerra · Venezuela               | Jake Batiancela · Philippines    | Không trao giải                   | Không trao giải            | Barranquilla, Colombia           | 33          | [ 12 ] [ 13 ] |

### Quốc gia/vùng lãnh thổ theo số lần chiến thắng
| Quốc gia/vùng lãnh thổ | Số lần | Năm        |
| ---------------------- | ------ | ---------- |
| Brasil                 | 2      | 2013, 2024 |
| Puerto Rico            | 2      | 2015, 2021 |
| Thái Lan               | 2      | 2016, 2025 |
| Fernando de Noronha    | 1      | 2014       |
| Chile                  | 1      | 2018       |
| Tây Ban Nha            | 1      | 2019       |

## Các lần tổ chức Mister Model International

### 2013
Mister Model International 2013 là cuộc thi Mister Model International lần thứ 1 được tổ chức tại Santo Domingo, Cộng hòa Dominica vào ngày 1 tháng 11 năm 2013. Có 10 thí sinh dự thi, Willian Rech đến từ Brasil đăng quang ngôi vị Mister Model International.
Kết quả
| Hạng                            | Thí sinh                                     |
| ------------------------------- | -------------------------------------------- |
| Mister Model International 2013 | - Brasil — Willian Rech                      |
| Á vương 1                       | - Fernando de Noronha — Hugo Sanges Trufelli |
| Á vương 2                       | - Hoa Kỳ — Victor Matos                      |
| Á vương 3                       | - Perú — Alonso Toledo                       |
| Á vương 4                       | - Singapore — Nick Tc Cheng                  |

### 2014
Mister Model International 2014 là cuộc thi Mister Model International lần thứ 2 được tổ chức tại Santo Domingo, Cộng hòa Dominica vào ngày 7 tháng 12 năm 2014. Có 16 thí sinh dự thi, Victor Zanatta đến từ Fernando de Noronha đăng quang ngôi vị Mister Model International.
Kết quả
| Hạng                            | Thí sinh                               |
| ------------------------------- | -------------------------------------- |
| Mister Model International 2014 | - Fernando de Noronha — Victor Zanatta |
| Á vương 1                       | - Puerto Rico — Josué Amado            |
| Á vương 2                       | - Đảo Saona — Jerry Suero              |
| Á vương 3                       | - Philippines — Adam Davie             |
| Á vương 4                       | - Ấn Độ — Pratik Virk                  |

### 2015
Mister Model International 2015 là cuộc thi Mister Model International lần thứ 3 được tổ chức tại Miami, Hoa Kỳ vào ngày 11 tháng 11 năm 2015. Có 21 thí sinh dự thi, Melvin Roman đến từ Puerto Rico đăng quang ngôi vị Mister Model International.
Kết quả
| Hạng                            | Thí sinh                     |
| ------------------------------- | ---------------------------- |
| Mister Model International 2015 | - Puerto Rico — Melvin Roman |
| Á vương 1                       | - Ấn Độ — Phany Padaraju     |
| Á vương 2                       | - Brasil — Eduardo Ferreira  |
| Á vương 3                       | - Colombia — Jairo Zapata    |
| Á vương 4                       | - Liban — Rabih El Zein      |

### 2016
Mister Model International 2016 là cuộc thi Mister Model International lần thứ 4 được tổ chức tại New Delhi, Ấn Độ vào ngày 20 tháng 11 năm 2016. Có 27 thí sinh dự thi, Narapat Sakunsong đến từ Thái Lan đăng quang ngôi vị Mister Model International.
Kết quả
| Hạng                            | Thí sinh |
| ------------------------------- | --- |
| Mister Model International 2016 | - Thái Lan — Narapat Sakunsong |
| Á vương 1                       | - Tây Ban Nha — Alejandro Nieto |
| Á vương 2                       | - Sénégal — Pape Boubou Ndiaye |
| Á vương 3                       | - Đức — Mike Jacobi |
| Á vương 4                       | - Hoa Kỳ — Karl Reeser Muddu |
| Top 10                          | - Colombia - El Salvador - Cộng hòa Dominica - Paraguay - Serbia                                                                             |
| Top 17                          | - Ấn Độ — Anurag Fageriya - Ecuador - Guyana - Hàn Quốc — Choi Byeong-jun - Indonesia — Omet Muher Candra - México — Alejandro García - Perú |

Các giải thưởng
| Giải thưởng           | Thí sinh                        |
| --------------------- | ------------------------------- |
| Best National Costume | - Indonesia — Omet Muher Candra |
| Best in Social Media  | - Indonesia — Omet Muher Candra |
| Mister Congeniality   | - Đức — Mike Jacobi             |
| Mister Elegance       | - Thái Lan — Narapat Sakunsong  |
| Mister Photogenic     | - Venezuela                     |

### 2018
Mister Model International 2018 là cuộc thi Mister Model International lần thứ 5 được tổ chức tại Miami, Hoa Kỳ vào ngày 10 tháng 3 năm 2018. Có 28 thí sinh dự thi, José-Manuel Alcalde đến từ Chile đăng quang ngôi vị Mister Model International.
Kết quả
| Hạng                            | Thí sinh |
| ------------------------------- | --- |
| Mister Model International 2018 | - Chile — José-Manuel Alcalde |
| Á vương 1                       | - Ý — Marco D'Elia |
| Á vương 2                       | - Liban — Tarek Moaykel |
| Á vương 3                       | - Perú — Diego Conroy |
| Á vương 4                       | - México — Mauricio Medellin |
| Top 16                          | - Ấn Độ — Mohit Sharma - Brasil — Paolo Rayban - Curaçao - Cộng hòa Dominica - El Salvador - Ethiopia - Fernando de Noronha - Indonesia — Adjie Subing - Paraguay - Filcomm Europe - Puerto Rico — Jose Valdes |

Các giải thưởng
| Giải thưởng           | Thí sinh |
| --------------------- | --- |
| Best Sports Models    | Winner - Puerto Rico — Jose Valdes Top 5 - Ấn Độ — Mohit Sharma - Bolivia - Chile — José Manuel Alcalde - Colombia |
| Social Media Winner   | - Ấn Độ — Mohit Sharma                                                                                             |
| Best Commercial Model | - Fernando de Noronha                                                                                              |
| Best Runway           | - Brasil — Paolo Rayban                                                                                            |
| Best Body Award       | - México — Mauricio Medellin                                                                                       |
| Best in High Jump     | - Thổ Nhĩ Kỳ |

### 2019
Mister Model International 2019 là cuộc thi Mister Model International lần thứ 6 được tổ chức tại Chiang Mai, Thái Lan vào ngày 28 tháng 4 năm 2019. Có 25 thí sinh dự thi, Sergio Ayala đến từ Tây Ban Nha đăng quang ngôi vị Mister Model International.
Kết quả
| Hạng                            | Thí sinh |
| ------------------------------- | --- |
| Mister Model International 2019 | - Tây Ban Nha — Sergio Ayala |
| Á vương 1                       | - Đảo Saona — Javier Garcia Conde |
| Á vương 2                       | - Thái Lan — Danupong Kamda |
| Á vương 3                       | - Puerto Rico — Jose Manuel Rosario |
| Á vương 4                       | - Ecuador — Nico Asanza |
| Top 10                          | - Bỉ — Hamdi Mahouk - Curaçao — Alexander Castillo - Cộng hòa Dominica — Marcel Eduardo Saleta - Liban — Mohamad Taha - México — Zait Reza                       |
| Top 16                          | - Aruba — Jose Ramos - Brasil — Gabriel Souza - Chile — Paulo Felipe Casanova - Hoa Kỳ — Christian Anoceto - Sri Lanka — Udama Maduwantha - Trung Quốc — Anggeer |

Các giải thưởng
| Giải thưởng              | Thí sinh                                    |
| ------------------------ | ------------------------------------------- |
| Best Model Africa        | - Nigeria — Emmanuel Soto                   |
| Best Model Americas      | - México — Zait Reza                        |
| Best Model Asia-Pacific  | - Liban — Mohamad Taha                      |
| Best Model Europe        | - Bỉ — Hamdi Mahouk                         |
| Best Model Caribbean     | - Curaçao — Alexander Castillo              |
| Best in National Costume | - El Salvador — Frank Galvez                |
| Mister Photogenic        | - Hoa Kỳ — Christian Anoceto                |
| Mister Friendship        | - Trung Quốc — Anggeer                      |
| Best Runway              | - Puerto Rico — Jose Manuel Rosario         |
| Best Headshot            | - Brasil — Gabriel Souza                    |
| Best Commercial Model    | - Cộng hòa Dominica — Marcel Eduardo Saleta |
| Best Social Media        | - Ecuador — Nico Asanza                     |
| Best in Talent           | - Sri Lanka — Udama Maduwantha              |
| Best Body                | - Aruba — Jose Ramos                        |
| Mr. 65 Hair Studio       | - Puerto Rico — Jose Manuel Rosario         |
| Mister Siblanburi Resort | - Đảo Saona — Javier Garcia Conde           |
| Mister Leng Tour         | - Thái Lan — Danupong Kamda                 |
| Mister XC International  | - Tây Ban Nha — Sergio Ayala                |

Các thí sinh
| Quốc gia/vùng lãnh thổ | Thí sinh              |
| ---------------------- | --------------------- |
| Aruba                  | José Ramos            |
| Ấn Độ                  | Aditya Singh Bhadoria |
| Bỉ                     | Hamdi Mahouk          |
| Bolivia                | Sebastian Eguez       |
| Brasil                 | Gabriel Souza         |
| Chile                  | Paulo Casanovas       |
| Colombia               | Sergio Martinez       |
| Curaçao                | Alexander Castillo    |
| Cộng hòa Dominica      | Marcel Saleta         |
| Ecuador                | Nicolas Asanza        |
| El Salvador            | Frank Galvez          |
| Hà Lan                 | Timothy Roberto       |
| Hoa Kỳ                 | Christian Anoceto     |
| Indonesia              | Nofian Prayogi        |
| Liban                  | Mohamad Taha          |
| México                 | Zait Reza             |
| Myanmar                | Ye Pyae               |
| Nigeria                | Emmanuel Soto         |
| Philippines            | Randy Angelo Ramos    |
| Puerto Rico            | Jose Manuel Rosario   |
| Đảo Saona              | Javier Garcia Conde   |
| Sri Lanka              | Udama Madhuwantha     |
| Tây Ban Nha            | Sergio Ayala          |
| Thái Lan               | Danupong Kamda        |
| Trung Quốc             | Anggeer               |

### 2021
Mister Model International 2021 là cuộc thi Mister Model International lần thứ 7 được tổ chức tại Grand Bávaro Princess Hotel, Punta Cana, Cộng hòa Dominica vào ngày 10 tháng 10 năm 2021. Có 28 thí sinh dự thi, Bryan Matos đến từ Puerto Rico đăng quang ngôi vị Mister Model International.
Kết quả
| Hạng                            | Thí sinh |
| ------------------------------- | --- |
| Mister Model International 2021 | - Puerto Rico — Bryan Matos |
| Á vương 1                       | - Brasil — Luis Gustavo Couto |
| Á vương 2                       | - Curaçao — Josias Mendez |
| Á vương 3                       | - Ấn Độ — Armaan Hakim |
| Á vương 4                       | - Thái Lan — Reawat Ping |
| Top 10                          | - Argentina — Angel Olaya - Bahamas — Lincoln Knowles - Cộng hòa Dominica — Alexander Lendof - El Salvador — Edgar Angulo - Tây Ban Nha — Leif Otto                                  |
| Top 16                          | - Aruba — Derrel Lampe - Bỉ — Nick Bontinck - Chile — Nicolás Durruty - Costa Rica — Freddy Chacón Azofeifa - Ecuador — Carlos Estéfano Baldeon Aliatis - Palestine — Aladdin Knight |

Các giải thưởng
| Giải thưởng              | Thí sinh                              |
| ------------------------ | ------------------------------------- |
| Best in National Costume | - Thái Lan — Reawat Ping              |
| Mister Personality       | - Hoa Kỳ — Byron Norris               |
| Mister Friendship        | - Puerto Rico — Bryan Matos           |
| Best Internet Model      | - Ấn Độ — Armaan Hakim                |
| Best Headshot            | - Argentina — Angel Olaya             |
| Sport Competition Winner | - Chile — Nicolás Durruty             |
| Mister Elegance          | - Costa Rica — Freddy Chacón Azofeifa |
| Best Body                | - Curaçao — Josias Mendez             |

Các thí sinh
| Quốc gia/vùng lãnh thổ   | Thí sinh                        |
| ------------------------ | ------------------------------- |
| Andorra                  | Jose Sagera                     |
| Argentina                | Angel Olaya                     |
| Aruba                    | Derrel Lampe                    |
| Ấn Độ                    | Armaan Hakim                    |
| Bahamas                  | Lincoln Knowles                 |
| Bỉ                       | Nick Bontinck                   |
| Brasil                   | Luis Gustavo Couto              |
| Chile                    | Nicolás Durruty                 |
| Colombia                 | Fabian Holguin                  |
| Costa Rica               | Freddy Chacón Azofeifa          |
| Cuba                     | Rodney Neira                    |
| Curaçao                  | Josias Mendez                   |
| Cộng hòa Dominica        | Alexander Lendof                |
| Ecuador                  | Carlos Estéfano Baldeon Aliatis |
| El Salvador              | Edgar Angulo                    |
| Fernando de Noronha      | Diogo Silva                     |
| Gibraltar                | Ricardo Busta                   |
| Haiti                    | Lucnel Prophete                 |
| Hoa Kỳ                   | Byron Norris                    |
| México                   | Misael Velázquez                |
| Palestine                | Aladdin Knight                  |
| Paraguay                 | Brahian Durañona                |
| Perú                     | Freddy Ganoza                   |
| Puerto Rico              | Bryan Matos                     |
| Đảo Saona                | Adrian Martinez Lopez           |
| Tây Ban Nha              | Leif Otto                       |
| Thái Lan                 | Reawat Ping                     |
| Quần đảo Virgin thuộc Mỹ | Patricio Noboa                  |

### 2024
Mister Model International 2024 là cuộc thi Mister Model International lần thứ 8 được tổ chức tại Cartagena, Colombia vào ngày 11 tháng 5 năm 2024. Có 23 thí sinh dự thi, Dudu Horvath đến từ Brasil đăng quang ngôi vị Mister Model International.
Kết quả
| Hạng                            | Thí sinh |
| ------------------------------- | --- |
| Mister Model International 2024 | - Brasil — Dudu Horvath |
| Á vương 1                       | - Colombia — Luis Colorado |
| Á vương 2                       | - Tây Ban Nha — Gerardo Sansegundo |
| Top 6                           | - Hoa Kỳ — Frank David Balbusano - México — Rafael Hernandez - Puerto Rico — Jeremy Abraham Otero |
| Top 16                          | - Bahamas — Vjaughn Ingraham - Costa Rica — José Santos - Cộng hòa Dominica — Luis Tejeda - Ecuador — Sebastián Chacon - El Salvador — Josue Aguilar - Fernando de Noronha — Allan Nux - Honduras — Oscar Flores - Nicaragua — José Maria Soto - Perú — Luis Villalobos - Thái Lan — Don Naruedon |

Các giải thưởng
| Giải thưởng        | Thí sinh                             |
| ------------------ | ------------------------------------ |
| Best Body          | - Fernando de Noronha — Allan Nux    |
| Best Sportswear    | - Perú — Luis Villalobos             |
| Mister Digital     | - Brasil — Eduardo Horvath           |
| Mister Friendship  | - Brasil — Eduardo Horvath           |
| Mister Elegance    | - Thái Lan — Don Naruedon            |
| Best Catwalk       | - Puerto Rico — Jermmy Abraham Otero |
| Mister Photogenic  | - Latvia — Fjodors Koloss            |
| Mister Personality | - Bolivia — Dylan Ascaneo            |

Các thí sinh
| Quốc gia/vùng lãnh thổ | Thí sinh                     |
| ---------------------- | ---------------------------- |
| Bahamas                | Vjaughn Ingraham             |
| Brasil                 | Dudu Horvath                 |
| Bolivia                | Dylan Ascaneo                |
| Colombia               | Luis Colorado                |
| Costa Rica             | José Santos                  |
| Cuba                   | Ronny Diaz                   |
| Cộng hòa Dominica      | Luis Tejeda                  |
| Ecuador                | Sebastian Chacon Posada      |
| El Salvador            | Josué Aguilar                |
| Fernando de Noronha    | Allan Nux                    |
| Hoa Kỳ                 | Frank David Balbusano        |
| Honduras               | Oscar Flores                 |
| Latvia                 | Fjodors Koloss               |
| México                 | Rafael Hernandez             |
| Nicaragua              | Jose Maria Soto              |
| Panama                 | Jorgineo Alexander Hooker    |
| Perú                   | Luis Villalobos              |
| Puerto Rico            | Jeremy Abraham Otero         |
| Đảo Saona              | Leuris Alexaander Puello     |
| Tây Ban Nha            | Gerardo Sansegundo Fernandez |
| Thái Lan               | Dan Naruedon                 |
| Uruguay                | Brian ignacio Mendoza Romero |
| Venezuela              | Yosmar Gonzalez              |

### 2025
Mister Model International 2025 là cuộc thi Mister Model International lần thứ 9 được tổ chức tại Pabellón de Cristal, Barranquilla, Colombia vào ngày 21 tháng 6 năm 2025. Có 33 thí sinh dự thi, Jack Titus đến từ Thái Lan đăng quang ngôi vị Mister Model International.
Kết quả
| Hạng                            | Thí sinh |
| ------------------------------- | --- |
| Mister Model International 2025 | - Thái Lan — Jack Titus |
| Á vương 1                       | - Venezuela — Alejandro Guerra |
| Á vương 2                       | - Philippines — Jake Batiancela $ |
| Top 6                           | - Ai Cập — Omar Khaled - Đảo Saona — Pedro Payano - Tây Ban Nha — Alejandro Reina ‡ |
| Top 17                          | - Canada — Thomas Boguszewicz - Chile — Ricardo Patiño - Cuba — Osmany Mazo - Brasil — Jeferson Andrade - Cộng đồng người nước ngoài tại Colombia — Orlando Briceño - Cộng hòa Dominica — Christopher Grullon ★ - Ecuador — Luis Granizos - Fernando de Noronha — Alysson Santana - México — Felipe Olivares - Perú — Andre Arano ∆ - Puerto Rico — Juan Roldan § |

- ‡ Thắng giải Sport Competition vào thẳng Top 17 chung cuộc.
- § Thắng giải Best Runway vào thẳng Top 17 chung cuộc.
- ∆ Thắng giải Best Headshot vào thẳng Top 17 chung cuộc.
- $ Thắng giải Online Voting via Kumu App vào thẳng Top 17 chung cuộc.
- ★ Thắng giải Best Body vào thẳng Top 17 chung cuộc.

Các giải thưởng
| Giải thưởng                | Thí sinh                                  |
| -------------------------- | ----------------------------------------- |
| Best Model Territories     | - Đảo Saona — Pedro Payano                |
| Best Model Africa          | - Ai Cập — Omar Khaled                    |
| Best Model Europe          | - Tây Ban Nha — Alejandro Reina           |
| Best Model Caribbean       | - Puerto Rico — Juan Roldan               |
| Best Model Americas        | - Venezuela — Alejandro Guerra            |
| Best Model Asia Pacific    | - Philippines — Jake Batiancela           |
| Best Talent                | - Philippines — Jake Batiancela           |
| Mister Photogenic          | - Fernando de Noronha — Alysson Santana   |
| Mister Elegance            | - Nepal — Rujit Duwal                     |
| Best Role Model            | - Venezuela — Alejandro Guerra            |
| Best Social Media          | - Thái Lan — Jack Titus                   |
| Best Personality           | - Bahamas — Adon Beckford                 |
| Best Voice Over            | - Chile — Ricardo Patiño                  |
| Mister Congeniality        | - Canada — Thomas Boguszewicz             |
| Best National Costume      | - Philippines — Jake Batiancela           |
| Best Body                  | - Cộng hòa Dominica — Christopher Grullon |
| Online Voting via Kumu App | - Philippines — Jake Batiancela           |
| Best Headshot              | - Perú — Andre Arano                      |
| Best Runway                | - Puerto Rico — Juan Roldan               |
| Sport Competition          | - Tây Ban Nha — Alejandro Reina           |

Các thí sinh
| Quốc gia/vùng lãnh thổ                  | Thí sinh               |
| --------------------------------------- | ---------------------- |
| Ai Cập                                  | Omar Khaled            |
| Argentina                               | Nahuel Merlo           |
| Bahamas                                 | Adon Beckford          |
| Islas de la Bahía                       | Jose Alcantara         |
| Bolivia                                 | Marcelo Borda          |
| Brasil                                  | Jeferson Andrade       |
| Canada                                  | Thomas Boguszewicz     |
| Chile                                   | Ricardo Patiño         |
| Colombia                                | Andres Tabares         |
| Cộng đồng người nước ngoài tại Colombia | Orlando Briceño        |
| Costa Rica                              | Daniel Rojas Cespedes  |
| Cuba                                    | Osmany Mazo            |
| Cộng hòa Dominica                       | Christopher Grullon    |
| Ecuador                                 | Luis Granizos          |
| Fernando de Noronha                     | Alysson Santana        |
| Quần đảo Galápagos                      | Flavio Romero          |
| Haiti                                   | Juan Hose Noble Joseph |
| Honduras                                | Maicol Beltran         |
| Indonesia                               | R Reza Fahlevi         |
| Đảo Margarita                           | Omar Betancourt        |
| México                                  | Felipe Olivares        |
| Nepal                                   | Rujit Duwal            |
| Panama                                  | Juan Fuentes           |
| Perú                                    | Andre Arano            |
| Philippines                             | Jake Batiancela        |
| Puerto Rico                             | Juan Roldan            |
| Đảo San Andrés                          | Jhon Vallejo           |
| Đảo Saona                               | Pedro Payano           |
| Tây Ban Nha                             | Alejandro Reina        |
| Thái Lan                                | Jack Titus             |
| Trinidad và Tobago                      | Javari Joseph          |
| Uruguay                                 | Julio Gadea            |
| Venezuela                               | Alejandro Guerra       |

Dự thi cuộc thi sắc đẹp quốc tế khác
| Cuộc thi                   | Năm  | Quốc gia/vùng lãnh thổ | Thí sinh       | Thứ hạng | T.k. |
| -------------------------- | ---- | ---------------------- | -------------- | -------- | ---- |
| Mister Earth International | 2025 | Indonesia              | R Reza Fahlevi |          |      |

### 2026
Mister Model International 2026 là cuộc thi Mister Model International lần thứ 10 được tổ chức vào năm 2026.
Các thí sinh
| Quốc gia/vùng lãnh thổ | Thí sinh          |
| ---------------------- | ----------------- |
| Philippines            | Jose Carlos Paras |